# Haematopota matosi
Haematopota matosi är en tvåvingeart som beskrevs av Trvassos Dias 1960. Haematopota matosi ingår i släktet Haematopota och familjen bromsar.
Artens utbredningsområde är Angola. Inga underarter finns listade i Catalogue of Life.